# هاري دافي
هاري دافي (بالإنجليزية: Harry Davy)‏ (1872 في المملكة المتحدة - ) هو لاعب كرة قدم بريطاني (وحمل سابقاً جنسية المملكة المتحدة لبريطانيا العظمى وأيرلندا) في مركز الظهير. لعب مع ليستر سيتي ونادي بريستول سيتي ونادي بلاكبول وPadiham F.C. ‏.